# Interacció ió-dipol
En una atracció del caràcter ió-dipol, els ions d'una substància poden interaccionar amb els pols de les molècules covalents polars. Així, el pol negatiu d'una molècula atrau l'ió positiu i el pol positiu interacciona amb l'ió negatiu: les parts de cada molècula s'uneixen per forces d'atracció de càrregues oposades.
Exemple d'aquest tipus d'interacció es produeix en la solvatació d'una solució aquosa de clorur de sodi (NaCl).